# 9019 Eucommia
A 9019 Eucommia (ideiglenes jelöléssel 1987 QF3) a Naprendszer kisbolygóövében található aszteroida. Eric Walter Elst fedezte fel 1987. augusztus 28-án.